# S-Bahn-Berlin

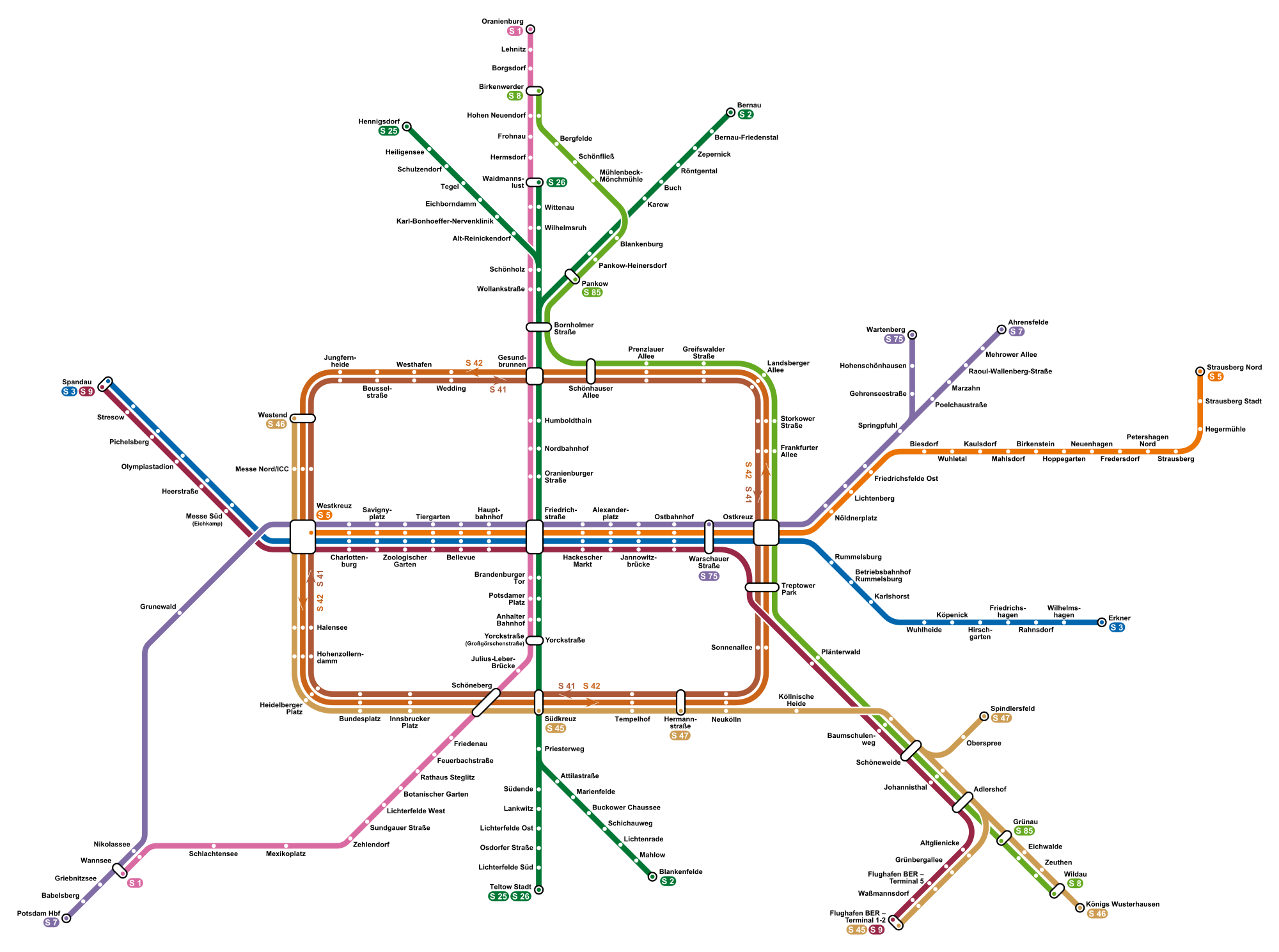
Mapa das Estações

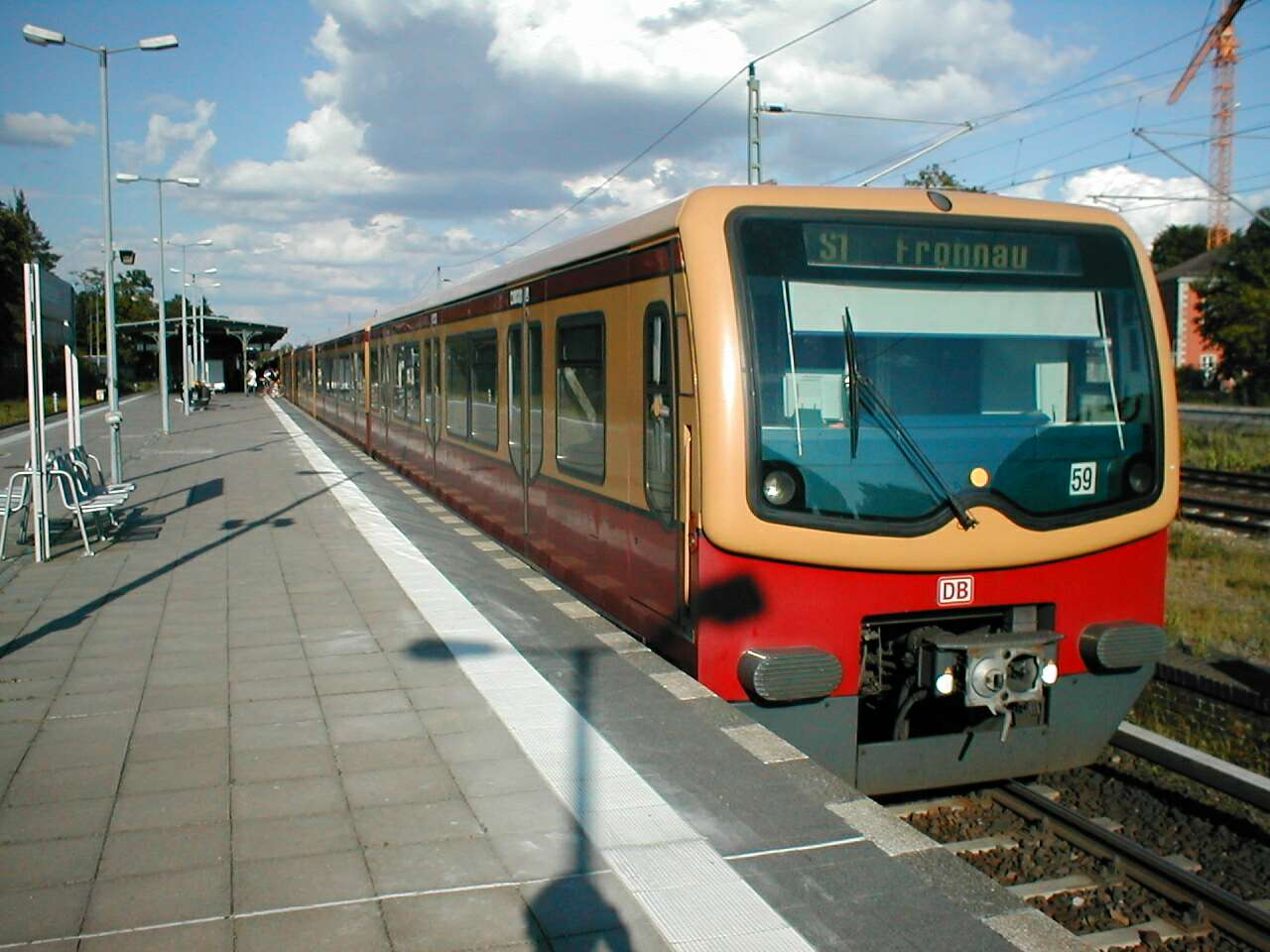
S-Bahn na Estação Griebnitzsee

O S-Bahn de Berlim é um sistema de trens rápidos da capital alemã. É constituída por 15 linhas e a maioria das estações estão integradas com U-Bahn Metro de Berlim , formando a espinha dorsal do sistema de transporte rápido de Berlim. Ao contrário do U-Bahn, o S-Bahn cruza a cidade de Berlim e a fronteira do estado para o estado de Brandeburgo, principalmente a partir da antiga Berlim Oriental.
Embora o S-Bahn e U-Bahn façam parte do sistema de tarifa unificada administrado por o Verkehrsverbund Berlin-Brandenburg (VBB) (Associação do transito de Berlim-Brandeburgo), eles têm diferentes operadores. O S-Bahn é operado pela S-Bahn Berlin GmbH, uma empresa subsidiada pela Deutsche Bahn, enquanto que o U-Bahn é executado pelo BVG, a principal empresa de transporte público da cidade de Berlim.

## História
O projeto S-Bahn de Berlim foi construído para trocar os trens a vapor pelos de sistema elétrico e foi inaugurado em 1924. A nova rede ferroviária foi construída quase inteiramente sobre a superfície, mas com algumas seções de túneis.
O projeto surgiu a partir da ideia de unir as duas linhas que ligavam o centro da cidade, no norte e sul respectivamente. Esse túnel, mais tarde conhecido como Nord Süd Bahn, foi um projeto de prestígio para a Alemanha nazista. A primeira parte inaugurada ligava o norte da cidade até a Unter den Linden e foi concluído a tempo para os Jogos Olímpicos de Berlim de 1936; a segunda seção, que atravessa a Potsdamer Platz foi inaugurada um mês após o início da Segunda Guerra Mundial, em outubro 1939.
Muitas partes do S-Bahn foram fechadas durante a guerra devido à ação inimiga. O serviço através dos túneis foi retomado em 1947.
Quando a relação entre Berlim Oriental e Berlim Ocidental começou a se deteriorar com o advento da Guerra Fria, o S-Bahn volta a ser vítima de hostilidades. Em 13 de agosto de 1961 o acesso foi fisicamente fechado, pelo que mais tarde ficou conhecido como o Muro de Berlim.
Em algumas estações, os passageiros do oeste podiam se mover livremente entre as linhas de S-Bahn e U-Bahn, como se estivesse em um aeroporto internacional. Mas o mesmo não ocorreu em Berlim Oriental, onde foi de usar os trens S-Bahn, que foram geridos pela Alemanha Ocidental. Da mesma forma, os trens não param em estações de metro que estavam dentro do território oriental, tornando-se "estações fantasma".
Em contrapartida, durante o mesmo período, aumentaram os serviços S-Bahn de Berlim Oriental e novas linhas foram construídas quando os projetos de habitação se expandiram para o leste. Como a maioria das estações de U-Bahn estavam em Berlim Ocidental, o S-Bahn se tornou o principal meio de transportes na Berlim Oriental.
Em 9 de janeiro de 1984, a BVG assumiu a responsabilidade pela operação dos serviços de S-Bahn em Berlim Ocidental. Um serviço limitadamente restaurado, com uma linha na Berliner Stadtbahn e duas no Süd Nord Bahn. Após a queda do Muro e a reunificação, muito esforço foi feito para reconstruir a rede de S-Bahn. Suas linhas nas duas partes da cidade foram colocados sob o controlo da Deutsche Bahn novamente. O Ringbahn foi totalmente aberto em 2002.

## História das rotas numeradas
Até 1984, todas as rotas de S-Bahn eram nomeadas com letras que identificam a linha férrea. Depois destas letras, acrescentava-se um numeral romano para indicar qual o ramo da linha principal (por exemplo, A, BI, BII, C). Quando a BVG assumiu a responsabilidade pela operação dos serviços de S-Bahn de Berlim Ocidental em 1984, introduziu um novo regime unificado de numeração para o S-Bahn e U-Bahn. Os nomes das linhas existentes U-Bahn foram adicionados a letra U, enquanto as novas linhas de S-Bahn são iniciadas com a letra S. Este sistema de nomenclatura para as linhas foi adotado por todas as outras cidades da Alemanha Ocidental, e se espalhou para as outras cidades após a reunificação.

## Linhas
Existem hoje 16 linhas em operação. Em geral, o primeiro dígito de uma linha principal designado rota ou grupo de rota. Assim, a S25 é uma variação do S2, enquanto a S41, S42, S45, S46 e S47 são bifurcações da linha S4.  Em geral as linhas de trens operam com intervalos de 20 minutos, exceto nos horários de pico (10 minutos) ou entre uma a quatro horas (30 minutos dependendo da linha e dia da semana).
| Linha | Estacões Principais                                                      | Paradas | Rota                                                                                                   | Periodicidade |
| ----- | ------------------------------------------------------------------------ | ------- | --- | --- |
|       | Wannsee ↔ Frohnau ↔ Oranienburg                                          | 35      | Wannseebahn, Nord-Süd-Tunnel, Nordbahn                                                                 | 10 min (Wannsee–Frohnau) 20 min (Frohnau–Oranienburg)                                                                                       |
|       | Blankenfelde ↔ Lichtenrade ↔ Buch ↔ Bernau                               | 28      | Dresdener Bahn, Nord-Süd-Tunnel, Stettiner Bahn                                                        | 20 min (Blankenfelde–Lichtenrade) 10 min (Lichtenrade–Buch) 20 min (Buch–Bernau)                                                            |
|       | Teltow Stadt ↔ Lichterfelde Süd ↔ Potsdamer Platz ↔ Hennigsdorf          | 27      | Anhalter Vorortbahn, Nord-Süd-Tunnel, Stettiner Bahn, Nordbahn, Kremmener Bahn                         | 20 min (Teltow Stadt–Lichterfelde Süd) 10 min (Lichterfelde Süd–Potsdamer Pl.) 20 min (Potsdamer Pl.–Hennigsdorf)                           |
|       | Teltow Stadt ↔ Lichterfelde Süd ↔ Potsdamer Platz ↔ (Waidmannslust)      | 23      | Anhalter Vorortbahn, Nord-Süd-Tunnel, Stettiner Bahn, Nordbahn                                         | 20 min (Teltow Stadt–Lichterfelde Süd) 10 min (Lichterfelde Süd–Potsdamer Pl.) 20 min (Potsdamer Pl.–Waidmannslust, segunda a sexta)        |
|       | Spandau ↔ Friedrichshagen ↔ Erkner                                       | 30      | Schlesische Bahn                                                                                       | 10 min (Ostbahnhof–Friedrichshagen) 20 min (Friedrichshagen–Erkner)                                                                         |
| ↺     | Gesundbrunnen ↔ Ostkreuz ↔ Südkreuz ↔ Westkreuz ↔ Gesundbrunnen          | 28      | Ringbahn (em sentido horário)                                                                          | 10 min |
| ↺     | Gesundbrunnen ↔ Westkreuz ↔ Südkreuz – Ostkreuz ↔ Gesundbrunnen          | 28      | Ringbahn (em sentido anti-horário)                                                                     | 10 min |
|       | Flughafen BER – Terminal 1-2 ↔ Hermannstraße                             | 14      | Güteraußenring, Görlitzer Bahn, Verbindungsbahn Baumschulenweg–Neukölln, Ringbahn                      | 20 min |
|       | Königs Wusterhausen ↔ Westend                                            | 28      | Görlitzer Bahn, Verbindungsbahn Baumschulenweg–Neukölln, Ringbahn                                      | 20 min |
|       | Spindlersfeld ↔ Hermannstraße                                            | 7       | Zweigbahn Schöneweide–Spindlersfeld, Görlitzer Bahn, Verbindungsbahn Baumschulenweg–Neukölln, Ringbahn | 20 min |
|       | Westkreuz ↔ Warschauer Straße ↔ Mahlsdorf ↔ Strausberg ↔ Strausberg Nord | 30      | Berliner Stadtbahn, Ostbahn, Bahnstrecke Strausberg–Strausberg Nord                                    | 10 min (Westkreuz–Warschauer Straße) 10 min (Warschauer Straße–Mahlsdorf) 20 min (Mahlsdorf–Strausberg) 40 min (Strausberg–Strausberg Nord) |
|       | Potsdam Hauptbahnhof ↔ Ahrensfelde                                       | 29      | Wetzlarer Bahn, Berliner Stadtbahn, Wriezener                                                          | 10 min |
|       | Warschauer Straße ↔ Wartenberg                                           | 9       | Ostbahn, Wriezener Bahn, Springpfuhl–Wartenberg                                                        | 10 min |
|       | Zeuthen ↔ Grünau ↔ Birkenwerder                                          | 24      | Görlitzer Bahn, Ringbahn, Stettiner Bahn, Außenring                                                    | 20 min (Zeuthen–Grünau, hora em ponto) 20 min (Grünau–Hohen Neuendorf)                                                                      |
|       | Grünau ↔ Schöneweide ↔ Waidmannslust                                     | 20      | Görlitzer Bahn, Ringbahn, Nordbahn                                                                     | 20 min (Grünau–Schöneweide, hora em ponto) 20 min (Schöneweide–Waidmannslust)                                                               |
|       | Flughafen BER – Terminal 1-2 ↔ Pankow                                    | 30      | Güteraußenring, Görlitzer Bahn, Berliner Stadtbahn, Spandauer Vorortbahn                               | 20 min |